# CE L’Hospitalet
Centre d’Esports l’Hospitalet – hiszpański klub piłkarski z siedzibą w L’Hospitalet de Llobregat, mieście w północno-wschodniej Hiszpanii, w regionie Katalonia, zespole miejskim Barcelony. Założony w 1957 roku, aktualnie gra w Segunda División B Grupa C.

## Historia
Centre d’Esports L’Hospitalet, czyli L’Hospitalet został założony w 1957 roku z fuzji trzech klubów: UD Hospitalet, CD Santa Eulalia i CF Hércules.
Klub spędził trzy sezony w Segunda División w latach 1963–1966. Były to lata świetności tego klubu, jak do tej pory L’Hospitalet nigdy nie występował w Primera División.

## Znani gracze
- Thomas N’Kono[1]
- Sergio González[2]
- Toni Velamazán[3]

## Sezon po sezonie
| Sezon    | Liga             | Miejsce |
| -------- | ---------------- | ------- |
| 1957/58  | Tercera División | 15      |
| 1958/59  | Tercera División | 4       |
| 1959/60  | Tercera División | 1       |
| 1960/61  | Tercera División | 2       |
| 1961/62  | Tercera División | 5       |
| 1962/63  | Tercera División | 2       |
| 1963/64  | Segunda División | 13      |
| 1964/65  | Segunda División | 11      |
| 1965/66  | Segunda División | 15      |
| 1966/67  | Tercera División | 19      |
| od 67-68 | Regional         | —       |
| do 76-77 | Regional         | —       |
| 1977/78  | Tercera División | 10      |
| 1978/79  | Tercera División | 20      |
| 1980/81  | Tercera División | 8       |
| 1981/82  | Tercera División | 1       |

| Sezon   | Liga               | Miej. |
| ------- | ------------------ | ----- |
| 1982/83 | Segunda División B | 14    |
| 1983/84 | Segunda División B | 16    |
| 1984/85 | Segunda División B | 12    |
| 1985/86 | Segunda División B | 10    |
| 1986/87 | Tercera División   | 5     |
| 1987/88 | Segunda División B | 5     |
| 1988/89 | Segunda División B | 10    |
| 1989/90 | Segunda División B | 9     |
| 1990/91 | Segunda División B | 6     |
| 1991/92 | Segunda División B | 5     |
| 1992/93 | Segunda División B | 7     |
| 1993/94 | Segunda División B | 6     |
| 1994/95 | Segunda División B | 12    |
| 1995/96 | Segunda División B | 13    |
| 1996/97 | Segunda División B | 7     |
| 1997/98 | Segunda División B | 12    |

| Sezon   | Liga               | Miejsce |
| ------- | ------------------ | ------- |
| 1998/99 | Segunda División B | 12      |
| 1999/00 | Segunda División B | 10      |
| 2000/01 | Segunda División B | 6       |
| 2001/02 | Segunda División B | 4       |
| 2002/03 | Segunda División B | 19      |
| 2003/04 | Tercera División   | 3       |
| 2004/05 | Tercera División   | 1       |
| 2005/06 | Segunda División B | 12      |
| 2006/07 | Segunda División B | 4       |
| 2007/08 | Segunda División B | 19      |
| 2008/09 | Tercera División   | 3       |
| 2009/10 | Tercera División   | 1       |
| 2010/11 | Segunda División B | 6       |
| 2011/12 | Segunda División B | —       |

- 3 sezony w Segunda División
- 24 sezony w Segunda División B
- 15 sezonów w Tercera División